# Mobile High-Definition Link
MHL (англ. Mobile High-Definition Link) — стандарт медиаинтерфейса, объединяющий в себе функциональность интерфейса HDMI и разъёма MicroUSB, служит для непосредственного подключения мобильных устройств к телевизорам и мониторам, поддерживает разрешение видеоизображения до Full HD. Интерфейс MHL также позволяет подзаряжать аккумулятор подключённого мобильного устройства. Появился в 2010 году.

## Устройство
Для использования MHL требуется:
1. использование MicroUSB и реализация поддержки MHL в самом мобильном устройстве,
2. «MHL-кабель» (MicroUSB — HDMI),
3. поддержка устройством вывода (монитором) HDMI-входа с опцией MHL.

## Версии
Стандарт MHL был разработан в середине 2010 года консорциумом, в состав которого вошли компании Nokia, Toshiba и Sony.
Версия MHL 2.0 вышла в апреле 2012 года, увеличив мощность питания до 4,5 Вт (0,9 А, опционально до 7,5 Вт при 1,5 A). Введены режимы 3D-видео (до FullHD при 24 Гц), увеличено разрешение до 720p/1080i при 60 Гц, введён канал MHL sideband channel (MSC).
Версия 3.0 стандарта MHL вышла в 2013 году, в ней увеличено максимальное разрешение до 4K при 30 Гц, возможна передача до 10 Вт мощности.
В январе 2015 года был представлен superMHL 1.0, поддерживающий в некоторых случаях форматы до 8K Ultra HD (7680×4320) 120 Гц с HDR и 48-битным цветом. В стандарте введён 32-контактный коннектор superMHL (до 6 линий A/V по 6 Гбит/с каждая). Также может использоваться разъём USB Type-C (с меньшей пропускной способностью, до 4 линий A/V). Спецификация также поддерживает VESA Display Stream Compression (DSC) 1.1 — механизм сжатия видео (уменьшение потока до трёх раз). Источником superMHL сигнала могут быть устройства с microUSB или проприетарными коннекторами, HDMI Type-A используется только получателем сигнала. Разъёмы USB Type-C и superMHL могут использоваться как в источниках, так и в получателях.